# يم دونغ كيون
يم دونغ كيون (هانغل: 염동균) مواليد 10 نوفمبر 1950 في أكتشون، تشنغتشونغ الشمالية، كوريا الجنوبية، هو ملاكم محترف كوري جنوبي معتزل. حقق بطولة المجلس العالمي للملاكمة.

## إحصائيات
خاض خلال مسيرته 66 نزالا، فاز في 53 وتعادل في 8 وخسر في 5. فاز بالضربة القاضية في 21 نزالا.

## روابط خارجية
- يم دونغ كيون على موقع بوكس ريك (الإنجليزية) (registration required)